# 南小野田駅
南小野田駅（みなみおのだえき）は、山口県山陽小野田市平成町にある、西日本旅客鉄道（JR西日本）小野田線の駅。

## 歴史

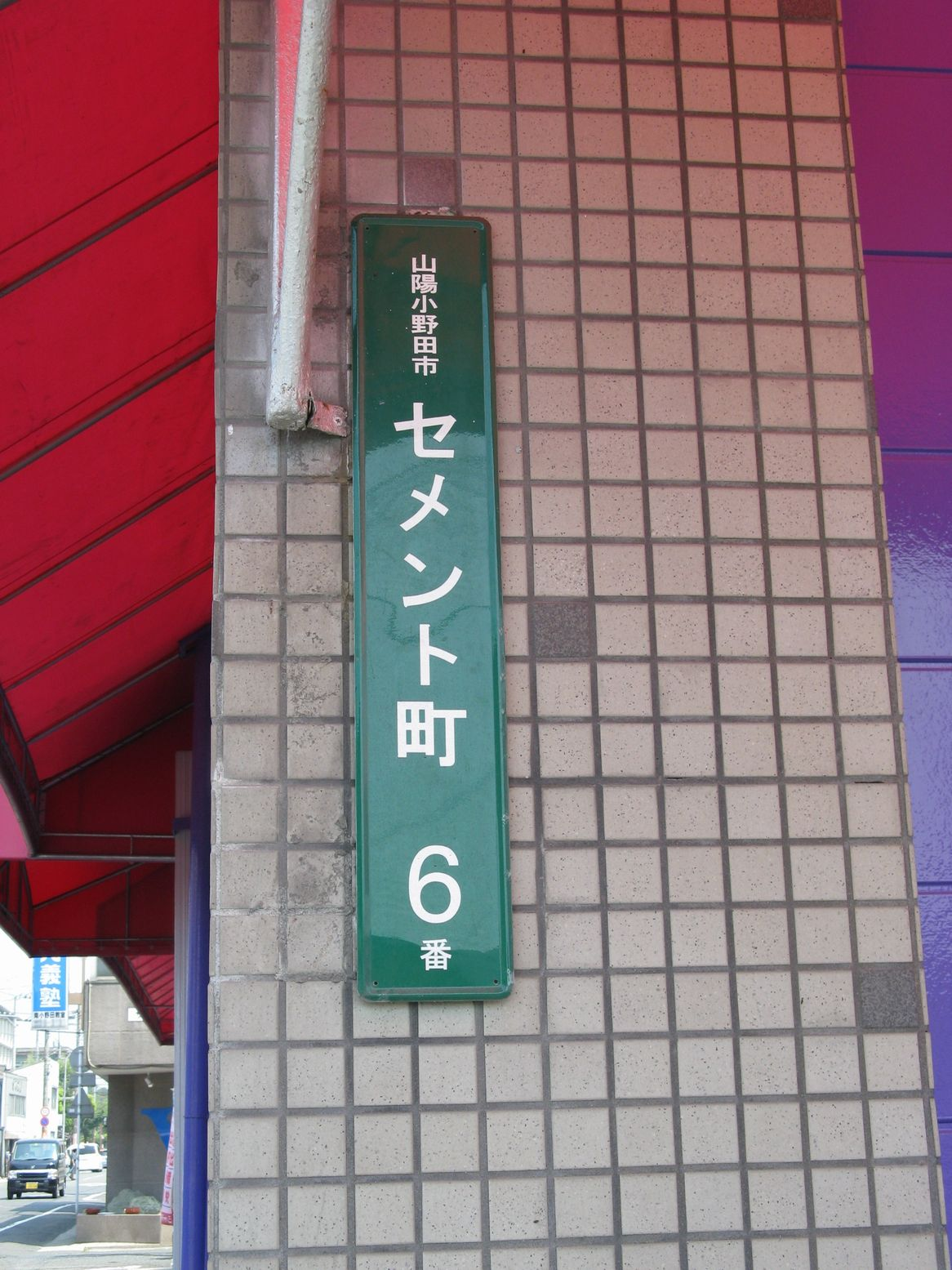
「セメント町」の町名標

1915年（大正4年）11月25日に小野田港駅が開業した時は駅名がセメント町であっただけでなく、位置も今の南小野田駅の位置であった。セメント町駅は小野田鉄道の国有化に伴って1943年（昭和18年）4月1日に小野田港駅に改称。その後、小野田線の雀田駅までの延伸が成った1947年（昭和22年）10月1日に現在地へ移転した。
この移転に際し、旧来の小野田港駅をそのまま「小野田港駅北口」として残したのが当駅の始まりであり、1962年（昭和37年）3月15日には南小野田駅として独立し、現在に至る。なお、「セメント町」は南小野田駅東方に、正式の地名として現存する。

### 年表
- 1915年（大正4年）11月25日：小野田軽便鉄道が小野田駅からセメント町駅までを開通させ、同時にセメント町駅開業[2]。
- 1923年（大正12年）6月25日：小野田軽便鉄道が小野田鉄道に社名を変更する[3]。
- 1943年（昭和18年）4月1日：小野田鉄道が国有化となり小野田線とされる[3]。同時にセメント町駅は小野田港駅に改称となる[3][2]。
- 1947年（昭和22年）10月1日：小野田線の小野田港駅から雀田駅までが開通する[3]。同時に小野田港駅は現在地に移転し旧小野田港駅がそのまま小野田港駅北口とされる[3][2]。
  - なお、小野田港 - 雀田間開通と同時に、小野田線は一旦宇部西線に編入されるが、半年後の1948年（昭和23年）2月1日に旧宇部西線区間ともども小野田線に再改称された[3]。
- 1962年（昭和37年）
  - 3月12日：駅舎改築[5]。
  - 3月15日：小野田港駅北口が南小野田駅として独立する[3][2]。
- 1985年（昭和60年）2月1日：無人駅化[4]（簡易委託駅化）。
- 1987年（昭和62年）4月1日：国鉄分割民営化に伴い、西日本旅客鉄道（JR西日本）の駅となる[3][2]。

## 駅構造
列車同士の行き違いが出来ない停留所構造で、単式ホーム1面1線の地上駅。小野田方面に向かって右側にホームがある。ホームへの出入口には簡便な駅舎がある。自動券売機等の設備もない。

## 利用状況
1日の平均乗車人員は以下の通りである。
| 乗車人員推移 | 乗車人員推移 |
| 年度         | 1日平均人数  |
| ------------ | ------------ |
| 1999         | 232          |
| 2000         | 189          |
| 2001         | 142          |
| 2002         | 122          |
| 2003         | 115          |
| 2004         | 103          |
| 2005         | 98           |
| 2006         | 104          |
| 2007         | 100          |
| 2008         | 107          |
| 2009         | 91           |
| 2010         | 91           |
| 2011         | 101          |
| 2012         | 93           |
| 2013         | 93           |
| 2014         | 95           |
| 2015         | 98           |
| 2016         | 115          |
| 2017         | 119          |
| 2018         | 120          |
| 2019         | 113          |
| 2020         | 96           |
| 2021         | 87           |
| 2022         | 90           |

## 駅周辺

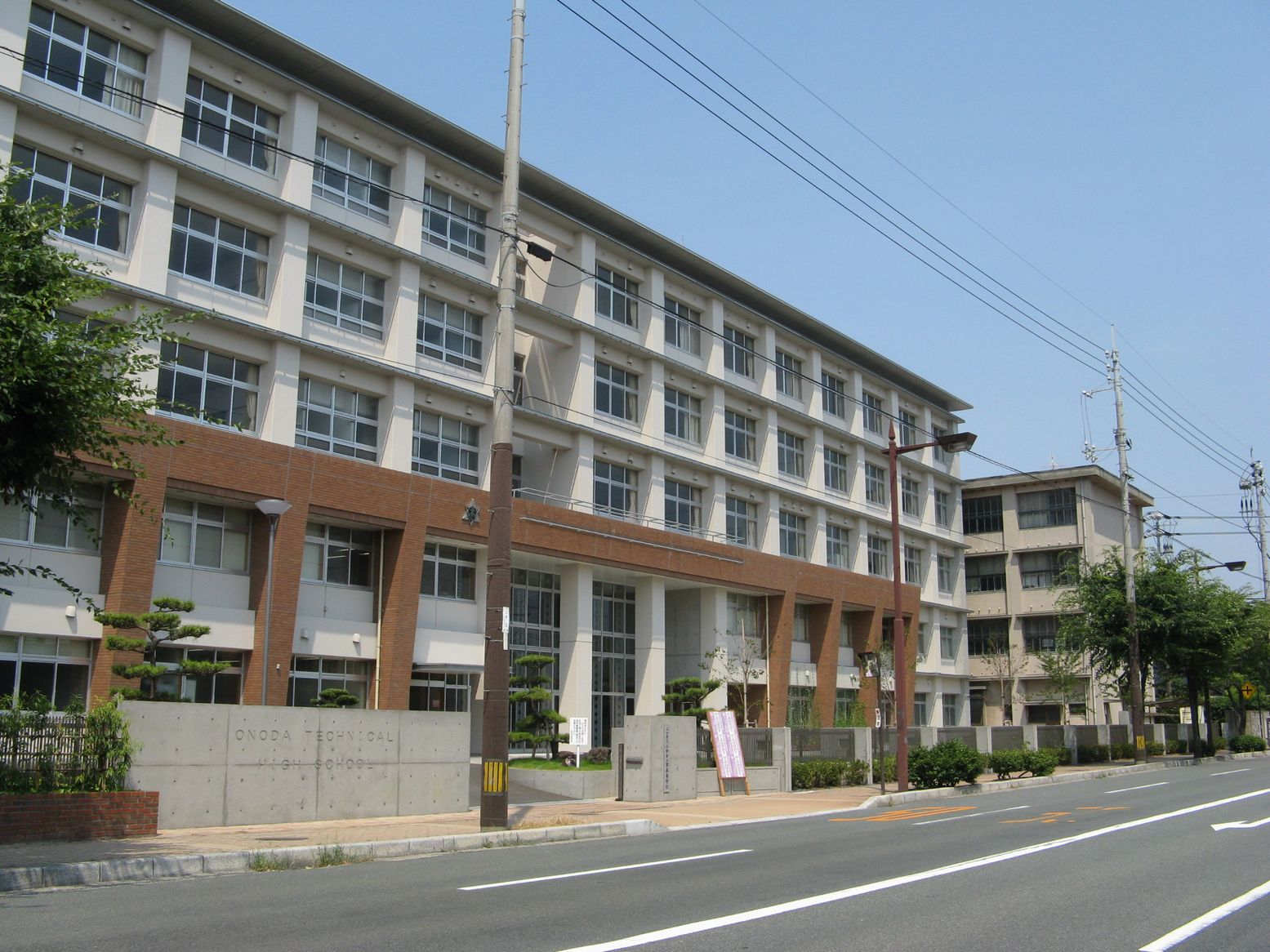
山口県立小野田工業高等学校

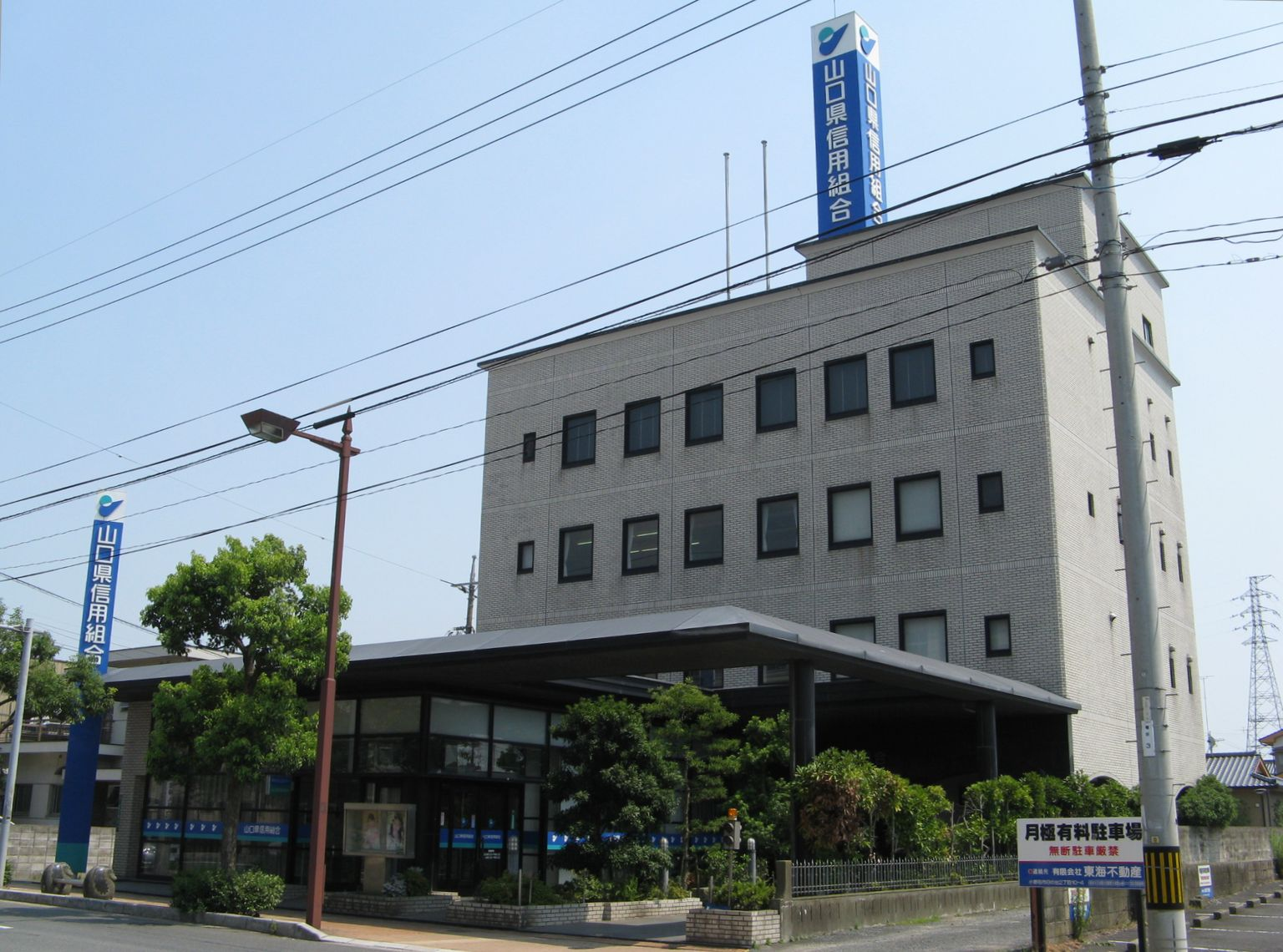
山口県信用組合本店

周辺は小野田の市街地。駅の西側には小野田港が広がっており太平洋セメントの工場がある。駅の東側には高校や銀行などがある。
- 小野田本通南郵便局
- 山口銀行小野田支店
- 西京銀行小野田支店
- 山口県信用組合本店
- 山口県立小野田工業高等学校
- 山陽小野田市立小野田中学校
- 徳利窯跡
- 国道190号
- 山口県道223号小野田港線

## 隣の駅
西日本旅客鉄道（JR西日本）
■小野田線
小野田港駅 - 南小野田駅 - 南中川駅